# Seq (Unix)
A seq egy Unix utasítás, mely számsorozatot ír ki.
Használata:
```
seq 
ig

seq 
tól
 
ig

seq 
tól
 
lépés
 
ig
```

Kapcsolók:
- -w: egyforma számjegyszám kezdő 0-kkal kiegészítve a kis számokat
- -s: szeparátor (default: új sor)
- -f: a C nyelv printf függvényével azonos lebegőpontos formátum

## Példák
| Parancs               | Kimenet           |
| --------------------- | ----------------- |
| seq 3                 | 1 2 3             |
| seq -s ' ' 8 13       | 8 9 10 11 12 13   |
| seq -w -s ' ' 8 13    | 08 09 10 11 12 13 |
| seq -s ' ' 8.5 1.4 13 | 8.5 9.9 11.3 12.7 |

A dir1 ... dir13 könyvtár létrehozása:
```
for
 
f
 
in
 
`
seq
 
1
 
13
`

do
	
mkdir
 
dir
$f

done

```